# Пленум Верховного суда Российской Федерации
Пле́нум Верхо́вного суда Росси́йской Федера́ции, Пле́нум ВС РФ (лат. plenum «полное») — орган Верховного суда Российской Федерации, представляющий собой собрание всех судей Верховного суда России. ПВС РФ правосудие не осуществляет, а обеспечивает правильное и единообразное применение законов судами и дает разъяснения и толкования норм права посредством принятия постановлений.
Пленум Верховного суда РФ действует в составе Председателя Верховного суда РФ, заместителей Председателя и членов Верховного суда РФ.
В заседаниях Пленума по приглашению Председателя ВС РФ могут участвовать генеральный прокурор, министр юстиции, судьи, члены Научно-консультативного совета ВС РФ, представители министерств, государственных комитетов, ведомств, научных учреждений и других государственных и общественных организаций.

## Полномочия
Полномочия пленума:
- рассматривает материалы изучения и обобщения судебной практики и судебной статистики, а также представления Генерального прокурора РФ и Министра юстиции РФ и дает разъяснения судам по вопросам судебной практики; при обсуждении вопросов о даче судам разъяснений заслушивает сообщения председателей верховных судов республик в составе РФ, краевых, областных судов, судов городов федерального значения, судов автономной области и автономных округов, военных судов о судебной практике;
- утверждает по представлению Председателя Верховного Суда РФ составы судебных коллегий и секретаря Пленума Верховного Суда РФ из числа судей Верховного Суда РФ;
- утверждает по представлению Председателя Верховного Суда РФ Научно-консультативный совет при Верховном Суде РФ;
- рассматривает и решает вопросы о внесении представлений в Государственную Думу РФ в порядке осуществления законодательной инициативы по вопросам ведения Верховного Суда РФ;
- заслушивает сообщения о работе Президиума Верховного Суда РФ и отчеты председателей Апелляционной коллегии и судебных коллегий Верховного Суда РФ о деятельности коллегий;
- рассматривает представления Председателя Верховного Суда РФ о несоответствии разъяснений Пленума Верховного Суда РФ (или действующих на территории РФ разъяснений Пленума Верховного Суда СССР) законодательству РФ или постановлениям Пленума Верховного Суда РФ;
- осуществляет другие полномочия, предоставленные ему законодательством.